# Birdy (Sängerin)

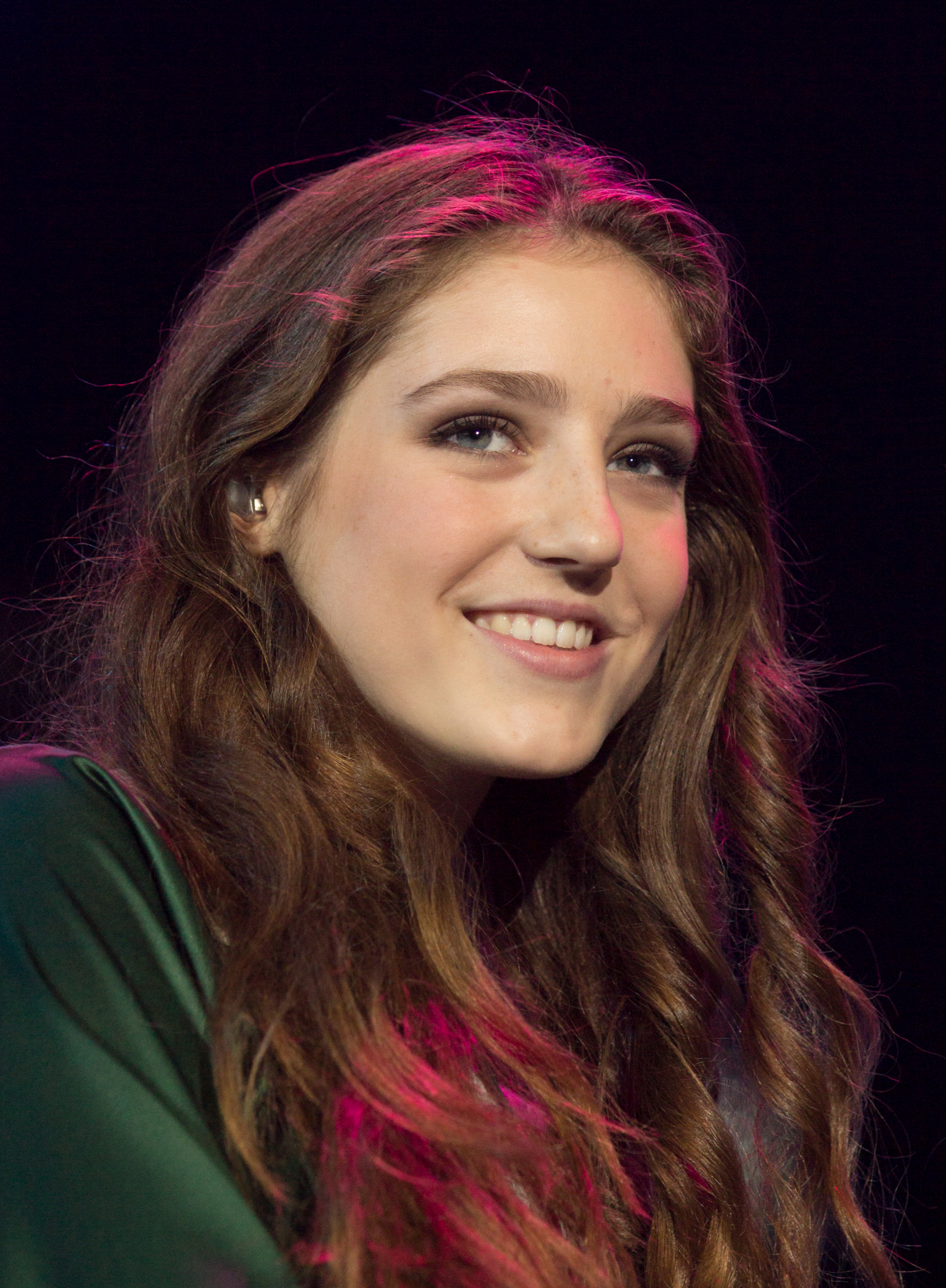
Birdy (2013)

Birdy (* 15. Mai 1996 als Jasmine Lucilla Elizabeth Jennifer van den Bogaerde in Lymington) ist eine britische Sängerin und Songschreiberin.

## Leben
Birdy, die niederländisch-belgischer Abstammung ist, wurde 1996 in der englischen Grafschaft Hampshire als Tochter des Autors Rupert und der Konzertpianistin Sophie van den Bogaerde geboren. Sie ist die Großnichte des Schauspielers Dirk Bogarde. Ihren Spitznamen Birdy bekam sie von ihren Eltern, da sie als Baby den Mund so weit öffnete wie ein hungriger Vogel im Nest, der gefüttert werden wollte. 

## Karriere
Mit sieben Jahren lernte sie von ihrer Mutter das Klavierspielen und begann mit acht Jahren, eigene Songs zu schreiben. Mit zwölf Jahren nahm sie am Open Mic UK 2008 teil, einem Talentwettbewerb, der lokal mit tausenden Teilnehmern begann und mit dem Finale der 22 Qualifizierten im November 2008 in Portsmouth endete. Dort gewann sie sowohl die Kategorie „unter 18“ als auch die Gesamtwertung Grand Prize mit dem Titel Be Free, den sie selbst geschrieben hatte. Als Preis für ihren Sieg bekam sie sechstägige Studioaufnahmen geschenkt. Zwei Jahre später folgte ihre erste Veröffentlichung. Im März 2011 erschien Skinny Love, eine Coverversion eines Songs von Bon Iver, die sie in die Top 20 der britischen Singlecharts brachte. Auch ihre zweite Single Shelter, im Original von The xx, kam im Juni 2011 in die Charts.
Ihr erstes im November 2011 veröffentlichtes Album Birdy erreichte 2012 in den Niederlanden, im flämischen Teil Belgiens und in Australien für jeweils eine Woche die Spitzenposition der Charts. Im Juni 2012 nahm Birdy gemeinsam mit der britischen Band Mumford & Sons den Titel Learn Me Right auf, der auf dem Soundtrack des Pixar-Films Merida – Legende der Highlands zu hören ist. Zuvor sang sie für den Film Die Tribute von Panem das Lied Just a Game. Im August 2012 sang sie mit 16 Jahren bei der Eröffnungszeremonie der Paralympics in London.
In Deutschland kam der kommerzielle Durchbruch für Birdy im Dezember 2012. Sie trat im Finale der Casting-Show The Voice of Germany auf und sang zusammen mit der Finalistin Isabell Schmidt People Help the People (eine Coverversion der Band Cherry Ghost). Danach erreichte die Single Platz drei der deutschen Charts und Platz zwei in der Schweizer Hitparade. Im Februar 2013 trat sie beim Sanremo-Festival, dem bekanntesten italienischen Musikfestival, auf. Im September 2013 erschien ihr Album Fire Within, aus dem Birdy vorab die Songs Wings und No Angel auf iTunes zum Verkauf freigab.
Das dritte Studioalbum der Sängerin mit dem Titel Beautiful Lies wurde im März 2016 von Warner Music veröffentlicht. Die erste Singleauskopplung trägt den Titel Keeping Your Head Up. Das Album wurde unter anderem von Jim Abbiss (Arctic Monkeys, Adele) und Craig Silvey (Arcade Fire, Florence and the Machine) produziert. Birdys viertes Album, Young Heart, erschien nach fünf Jahren Pause im April 2021. Ihr fünftes Album, Portraits, erschien im August 2023.

## Diskografie

### Studioalben
| Jahr | Titel          | Höchstplatzierung, Gesamtwochen, AuszeichnungChartplatzierungen (Jahr, Titel, Platzierungen, Wochen, Auszeichnungen, Anmerkungen) | Höchstplatzierung, Gesamtwochen, AuszeichnungChartplatzierungen (Jahr, Titel, Platzierungen, Wochen, Auszeichnungen, Anmerkungen) | Höchstplatzierung, Gesamtwochen, AuszeichnungChartplatzierungen (Jahr, Titel, Platzierungen, Wochen, Auszeichnungen, Anmerkungen) | Höchstplatzierung, Gesamtwochen, AuszeichnungChartplatzierungen (Jahr, Titel, Platzierungen, Wochen, Auszeichnungen, Anmerkungen) | Höchstplatzierung, Gesamtwochen, AuszeichnungChartplatzierungen (Jahr, Titel, Platzierungen, Wochen, Auszeichnungen, Anmerkungen) | Anmerkungen                              |
| Jahr | Titel          | DE | AT | CH | UK | US | Anmerkungen                              |
| ---- | -------------- | --- | --- | --- | --- | --- | ---------------------------------------- |
| 2011 | Birdy          | DE14 Platin · (35 Wo.)DE | AT14 Gold · (23 Wo.)AT | CH3 Platin · (84 Wo.)CH | UK13 Gold · (27 Wo.)UK | US62 (1 Wo.)US | Erstveröffentlichung: 4. November 2011   |
| 2013 | Fire Within    | DE5 Gold · (33 Wo.)DE | AT7 Gold · (15 Wo.)AT | CH1 Gold · (32 Wo.)CH | UK8 Platin · (23 Wo.)UK | US24 (2 Wo.)US | Erstveröffentlichung: 20. September 2013 |
| 2016 | Beautiful Lies | DE7 (8 Wo.)DE | AT11 (7 Wo.)AT | CH2 (15 Wo.)CH | UK4 Gold · (18 Wo.)UK | US68 (1 Wo.)US | Erstveröffentlichung: 25. März 2016      |
| 2021 | Young Heart    | DE23 (2 Wo.)DE | AT25 (1 Wo.)AT | CH11 (3 Wo.)CH | UK4 (1 Wo.)UK | — | Erstveröffentlichung: 30. April 2021     |
| 2023 | Portraits      | DE18 (2 Wo.)DE | AT42 (1 Wo.)AT | CH10 (1 Wo.)CH | UK13 (1 Wo.)UK | — | Erstveröffentlichung: 18. August 2023    |

### EPs
- 2011: Live in London
- 2012: Live in Paris
- 2013: Birdy – Artist Lounge EP
- 2013: Breathe
- 2020: Piano Sketches

### Singles als Leadmusikerin
| Jahr | Titel Album                         | Höchstplatzierung, Gesamtwochen, AuszeichnungChartplatzierungen (Jahr, Titel, Album, Platzierungen, Wochen, Auszeichnungen, Anmerkungen) | Höchstplatzierung, Gesamtwochen, AuszeichnungChartplatzierungen (Jahr, Titel, Album, Platzierungen, Wochen, Auszeichnungen, Anmerkungen) | Höchstplatzierung, Gesamtwochen, AuszeichnungChartplatzierungen (Jahr, Titel, Album, Platzierungen, Wochen, Auszeichnungen, Anmerkungen) | Höchstplatzierung, Gesamtwochen, AuszeichnungChartplatzierungen (Jahr, Titel, Album, Platzierungen, Wochen, Auszeichnungen, Anmerkungen) | Höchstplatzierung, Gesamtwochen, AuszeichnungChartplatzierungen (Jahr, Titel, Album, Platzierungen, Wochen, Auszeichnungen, Anmerkungen) | Anmerkungen |
| Jahr | Titel Album                         | DE | AT | CH | UK | US | Anmerkungen |
| ---- | ----------------------------------- | --- | --- | --- | --- | --- | --- |
| 2011 | Skinny Love Birdy                   | DE73 ×3Dreifachgold · (6 Wo.)DE | AT15 ×2Doppelplatin · (29 Wo.)AT | CH19 Platin · (47 Wo.)CH | UK17 ×3Dreifachplatin · (65 Wo.)UK | US— PlatinUS | Erstveröffentlichung: 30. Januar 2011                                                                                       |
| 2011 | Shelter Birdy                       | — | — | — | UK50 (4 Wo.)UK | — | Erstveröffentlichung: 3. Juni 2011                                                                                          |
| 2011 | People Help the People Birdy        | DE3 Platin · (33 Wo.)DE | AT7 Platin · (21 Wo.)AT | CH2 ×2Doppelplatin · (40 Wo.)CH | UK33 Platin · (10 Wo.)UK | — | Erstveröffentlichung: 28. Oktober 2011                                                                                      |
| 2013 | Wings Fire Within                   | DE15 ×3Dreifachgold · (33 Wo.)DE | AT3 Platin · (22 Wo.)AT | CH3 Platin · (24 Wo.)CH | UK8* ×2Doppelplatin · (35 Wo.)UK | — | Erstveröffentlichung: 29. Juli 2013 *Wiedereinstieg im Juni 2015 nach der Verwendung in einem Werbespot für die Lloyds Bank |
| 2014 | Words as Weapons Fire Within        | DE63 (1 Wo.)DE | — | — | — | — | Erstveröffentlichung: 14. März 2014                                                                                         |
| 2016 | Keeping Your Head Up Beautiful Lies | DE34 Gold · (15 Wo.)DE | AT44 (10 Wo.)AT | CH47 (4 Wo.)CH | UK57 Platin · (7 Wo.)UK | — | Erstveröffentlichung: 1. Januar 2016                                                                                        |
| 2016 | Wild Horses Beautiful Lies          | — | — | — | UK75 Silber · (3 Wo.)UK | — | Erstveröffentlichung: 11. März 2016                                                                                         |

Weitere Singles
- 2012: 1901
- 2013: No Angel
- 2013: Light Me Up
- 2014: Tee Shirt
- 2016: Words
- 2021: Surrender
- 2021: Loneliness
- 2023: Raincatchers
- 2023: Your Arms
- 2023: Heartbreaker

### Singles als Gastmusikerin
| Jahr | Titel Album                 | Höchstplatzierung, Gesamtwochen, AuszeichnungChartplatzierungen (Jahr, Titel, Album, Platzierungen, Wochen, Auszeichnungen, Anmerkungen) | Höchstplatzierung, Gesamtwochen, AuszeichnungChartplatzierungen (Jahr, Titel, Album, Platzierungen, Wochen, Auszeichnungen, Anmerkungen) | Höchstplatzierung, Gesamtwochen, AuszeichnungChartplatzierungen (Jahr, Titel, Album, Platzierungen, Wochen, Auszeichnungen, Anmerkungen) | Anmerkungen                                                                      |
| Jahr | Titel Album                 | DE | CH | UK | Anmerkungen                                                                      |
| ---- | --------------------------- | --- | --- | --- | -------------------------------------------------------------------------------- |
| 2014 | I’ll Keep Loving You Listen | DE96 (1 Wo.)DE | — | — | Albumveröffentlichung: 21. November 2014 David Guetta & Jaymes Young feat. Birdy |
| 2015 | Let It All Go Wishes        | — | CH14 Gold · (24 Wo.)CH | UK58 Silber · (1 Wo.)UK | Albumveröffentlichung: 4. September 2015 Rhodes feat. Birdy                      |
| 2016 | Find Me –                   | — | — | UK36 Gold · (14 Wo.)UK | Albumveröffentlichung: 4. November 2016 Sigma feat. Birdy                        |

## Auszeichnungen für Musikverkäufe
| Silberne Schallplatte - Vereinigtes Königreich - 2023: für das Lied Deep End Goldene Schallplatte - Australien - 2015: für das Album Fire Within - 2024: für das Lied Deep End - 2024: für die Single Tee Shirt - Belgien - 2013: für die Single Wings - Dänemark - 2014: für das Streaming Skinny Love - 2019: für die Single People Help the People - 2019: für das Lied Not About Angels - 2022: für die Single Let It All Go - 2024: für die Single Wings - Frankreich - 2013: für die Single People Help the People - Irland - 2012: für die Single Skinny Love - 2014: für das Album Fire Within - Kanada - 2014: für die Single Skinny Love - Neuseeland - 2022: für das Album Beautiful Lies - Polen - 2012: für das Album Birdy - 2022: für die Single Let It All Go - 2023: für die Single Keeping Your Head Up - Spanien - 2014: für das Streaming Wings - 2024: für die Single People Help the People - Ungarn - 2014: für das Album Fire Within - Vereinigtes Königreich - 2022: für das Lied Not About Angels | Platin-Schallplatte - Australien - 2024: für die Single Keeping Your Head Up - Belgien - 2012: für die Single Skinny Love - 2012: für das Album Birdy - 2012: für die Single People Help the People - Dänemark - 2022: für das Album Birdy - Europa - 2014: für das Album Birdy - Frankreich - 2013: für die Single Skinny Love - 2013: für das Album Fire Within - Italien - 2017: für die Single Skinny Love - 2018: für die Single People Help the People - Neuseeland - 2018: für das Album Birdy - 2021: für die Single Wings - Niederlande - 2012: für das Album Birdy - Schweden - 2013: für die Single Skinny Love - Spanien - 2024: für die Single Skinny Love - 2024: für die Single Wings - Vereinigte Staaten - 2022: für das Lied Not About Angels | 2× Platin-Schallplatte - Australien - 2012: für das Album Birdy - 2015: für die Single Wings - 2024: für das Lied Not About Angels - Dänemark - 2024: für die Single Skinny Love 3× Platin-Schallplatte - Australien - 2024: für die Single People Help the People - Frankreich - 2013: für das Album Birdy 4× Platin-Schallplatte - Neuseeland - 2024: für die Single Skinny Love 11× Platin-Schallplatte - Australien - 2024: für die Single Skinny Love |

Anmerkung: Auszeichnungen in Ländern aus den Charttabellen bzw. Chartboxen sind in ebendiesen zu finden.
| Land/RegionAuszeichnungen für Musikverkäufe (Land/Region, Auszeichnungen, Verkäufe, Quellen) | Silber     | Gold       | Platin       | Verkäufe    | Quellen                 |
| -------------------------------------------------------------------------------------------- | ---------- | ---------- | ------------ | ----------- | ----------------------- |
| Australien (ARIA)                                                                            | —          | 3× Gold3   | 21× Platin21 | 1.575.000   | aria.com.au             |
| Belgien (BRMA)                                                                               | —          | Gold1      | 3× Platin3   | 105.000     | ultratop.be             |
| Dänemark (IFPI)                                                                              | —          | 5× Gold5   | 3× Platin3   | 350.000     | ifpi.dk                 |
| Deutschland (BVMI)                                                                           | —          | 4× Gold4   | 4× Platin4   | 1.700.000   | musikindustrie.de       |
| Europa (IFPI)                                                                                | —          | —          | Platin1      | (1.000.000) | ifpi.org                |
| Frankreich (SNEP)                                                                            | —          | Gold1      | 5× Platin5   | 625.000     | infodisc.fr             |
| Irland (IRMA)                                                                                | —          | 2× Gold2   | —            | 15.000      | Einzelnachweise         |
| Italien (FIMI)                                                                               | —          | —          | 2× Platin2   | 100.000     | fimi.it                 |
| Kanada (MC)                                                                                  | —          | Gold1      | —            | 40.000      | musiccanada.com         |
| Neuseeland (RMNZ)                                                                            | —          | Gold1      | 6× Platin6   | 172.500     | radioscope.co.nz NZ2    |
| Niederlande (NVPI)                                                                           | —          | —          | Platin1      | 20.000      | nvpi.nl                 |
| Österreich (IFPI)                                                                            | —          | 2× Gold2   | 4× Platin4   | 137.500     | ifpi.at                 |
| Polen (ZPAV)                                                                                 | —          | 3× Gold3   | —            | 60.000      | olis.pl                 |
| Schweden (IFPI)                                                                              | —          | —          | Platin1      | 40.000      | Einzelnachweise         |
| Schweiz (IFPI)                                                                               | —          | 2× Gold2   | 5× Platin5   | 175.000     | hitparade.ch            |
| Spanien (Promusicae)                                                                         | —          | 2× Gold2   | 2× Platin2   | 150.000     | elportaldemusica.es ES2 |
| Ungarn (MAHASZ)                                                                              | —          | Gold1      | —            | 2.000       | slagerlistak.hu         |
| Vereinigte Staaten (RIAA)                                                                    | —          | —          | 2× Platin2   | 2.000.000   | riaa.com                |
| Vereinigtes Königreich (BPI)                                                                 | 4× Silber4 | 2× Gold2   | 9× Platin9   | 6.000.000   | bpi.co.uk               |
| Insgesamt                                                                                    | 4× Silber4 | 30× Gold30 | 69× Platin69 |             |                         |

## Auszeichnungen
- 2014: Echo als Künstlerin international Rock/Pop (Deutschland)
- 2014: „Los Premios 40 Principales“ als Bester internationaler Newcomer (Spanien)